# Le Portement de Croix (Raphaël)
Pour les articles homonymes, voir Portement de croix (homonymie).
Le Portement de Croix (en italien : Andata al Calvario soit « la Montée au Calvaire ») ou souvent Lo Spasimo di Sicilia est une peinture à l'huile sur bois transposée sur toile (318 × 229 cm), datant de 1516-1517 environ, du peintre Raphaël et conservée au Musée du Prado de Madrid.
L'œuvre est signée au premier RAPHAEL URBINAS.

## Histoire
Le retable a été commandé par le monastère olivétain de Santa Maria dello Spasimo (d'où est issu le nom du tableau) de Palerme. Terminée en 1520, l’œuvre est la seule qui ne disparaît pas dans le naufrage du navire devant l'acheminer à Palerme, ce qui est considéré comme un miracle. Arrivée à Gênes, le tableau est récupéré par les religieux palermitains grâce à l'intervention du pape.
En 1661, le tableau a été acheté par le vice-roi d'Espagne Ferrando de Fonseca pour le roi Philippe IV d'Espagne et prend place dans la chapelle de l’Alcazar de Madrid.
Le tableau a été conservé à Paris de 1813 à 1822 et a été transféré sur toile avant d'être remis aux collections espagnoles.

## Thème
Divers éléments de l'iconographie chrétienne des stations du Chemin de Croix, alimentent le tableau des différentes versions du Portement de Croix :  Jésus tombe sous la Croix, Jésus rencontre sa mère, Jésus parle aux femmes de Jérusalem (les pleureuses), Simon de Cyrène l'aide à redresser la Croix, les quatre Marie le suivent dans son supplice…

## Description
Jésus-Christ, tombé, soutient sa croix du bras droit, l'autre main posée sur un rocher dans le centre bas du tableau.
À droite, un groupe de femmes s'adresse à lui : sa mère, vêtue de bleu, les bras tendus ; une femme (Marie Madeleine ?) plus à droite, à genoux, soutient Marie ; on distingue trois autres femmes derrière ce groupe. Comme elles portent toutes une auréole, on peut les assimiler à des figures saintes (les autres Marie entre autres).
Derrière ce groupe de femmes, remontant vers le haut de la  composition, un groupe soldats, à cheval, équipés de lances, est guidé par leur chef, montrant Jésus de son bâton ou rouleau.
Ils sont prolongés vers le haut du tableau par des éléments architecturaux : pilastres, bord de monuments.
Sur la gauche du Christ, un soldat à pied tire de ses deux mains une corde tendue et attachée à Jésus ;  derrière lui, un autre soldat équipé d'une lance la pointe vers Jésus, sa main gauche appuyée sur la Croix entrecroise celle de Simon de Cyrène qui aide Jésus à se relever. Derrière eux, vers le haut, un cavalier déploie une oriflamme rouge marquée de lettres grecques dorées.
Au centre exact du tableau, un soldat est visible derrière son bouclier.
Le fond du tableau expose un paysage collinaire menant au Golgotha où l'on aperçoit les deux croix déjà dressées des larrons. Une procession y mène, dévoilant le reste du chemin à parcourir. Le ciel bleu est entrecoupé de nuages gris. Deux arbres encadrent le mont du Crâne, entre la bannière rouge à gauche et architecture à droite

## Analyse
Jésus, sur le chemin de son « Calvaire », tombant sous le poids de sa croix, provoque chez la Vierge une douleur (spasimo en italien), celle d'une mère assistant à la souffrance de son fils, qui donne le nom au tableau : Lo Spasimo.
Toutes les émotions de la peinture sont concentrées à l'avant-plan et le fond est semblable à celle d'un décor de théâtre avec des groupes éloignés des personnes et des croix présageant la suite du calvaire.
L'homme sur la gauche au premier plan est semblable à une figure de la peinture de Raphaël Le Jugement de Salomon dans la voûte de la Chambre de la Signature des Chambres Vaticanes, mais orienté en sens inverse.
Cette œuvre rend compte par ailleurs d'une dette évidente envers Le Portement de Croix de La Grande Passion, gravure sur bois d'Albrecht Dürer, artiste avec qui Raphaël eut des échanges artistiques.

## Sources
- (en) Cet article est partiellement ou en totalité issu de l’article de Wikipédia en anglais intitulé « Christ Falling on the Way to Calvary (Raphael) » (voir la liste des auteurs).